# Corula geometroides
Espèce
Corula geometroides est un insecte lépidoptère de la famille des Geometridae vivant en Australie.

## Galerie

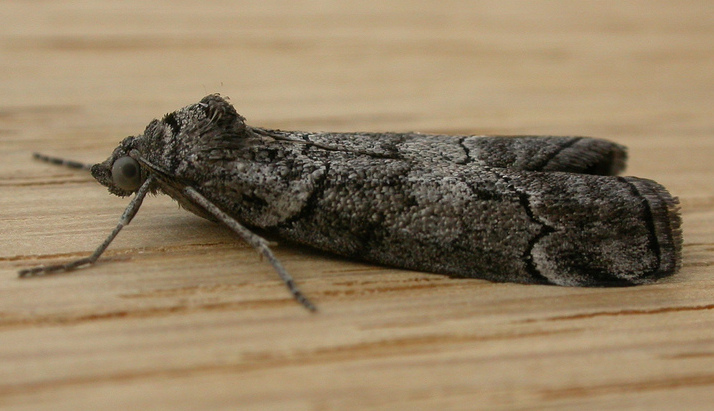
Corula geometroides